# Johanna Wäscher
Johanna Henriette Rosalie Marie Wäscher, geborene Range (* 30. November 1858 in Kassel; † 18. Mai 1935 ebenda) war eine deutsche Frauenrechtlerin und 1919 eine der sechs ersten in die 72 Mitglieder umfassende Stadtverordnetenversammlung von Kassel gewählten Frauen.

## Leben

### Familie
Johanna Range war Tochter eines Juweliers. Ihren Wunsch, Lehrerin oder Ärztin zu werden, konnte sie sich wegen der bis zur Jahrhundertwende 1900 bestehenden de-facto-Prohibition des Frauenstudiums in Deutschland nicht erfüllen. Stattdessen arbeitete sie anfangs im väterlichen Geschäft und heiratete 1881 den Kaufmann Hermann Wäscher, mit dem sie vier Kinder hatte. Nur eine Tochter überlebte das Kindesalter.

### Vereinsaktivitäten
Trotz erheblicher familiärer Belastung engagierte sie sich in der Folge intensiv als Frauenrechtlerin und in einer Anzahl von Frauenvereinen, sowohl in Kassel wie auch landesweit. Die soziale Absicherung weiblicher Angestellter, die Ausbildung junger Frauen, die Rechte von Ehe- und Hausfrauen und die gesundheitliche Versorgung von Frauen waren ihre besonderen Anliegen, die sie auch publizistisch mit Veröffentlichungen in verschiedenen Medien und durch Referate auf Kongressen wahrnahm.
Sie war Gründerin und Vorsitzende des 1901 gegründeten „Kaufmännischen Vereins weiblicher Angestellter“ in Kassel und als solche auch Mitglied in dem 1901 gegründeten deutschlandweit agierenden „Verbündeten kaufmännischen Vereine für weibliche Angestellte“, der bereits 1907 mehr als 15.000 Mitglieder hatte. Ebenso war sie 1902 eine der Mitgründerinnen des „Casseler Hausfrauenverbands“, der sich 1919 vom Image des Wohltätigkeitsvereins verabschiedete und als Berufsorganisation verstanden werden wollte. Im Jahre 1904 veröffentlichte Wäscher eine vom „Verband der Casseler Frauenvereine“ in Auftrag gegebene Darstellung der Arbeit von 29 Kasseler Frauenvereinen und deren Untervereinen; der Erlös aus dem Verkauf des 429 Seiten umfassenden Buchs diente zur Gründung eines Heims für alleinstehende Frauen.
Wäscher hatte engen Kontakt mit Helene Lange und war daher auch im 1869 von Marie Calm gegründeten und nach dieser von Auguste Förster von 1887 bis 1919 geleiteten „Casseler Frauenbildungsverein“ aktiv, der sich zur Aufgabe gemacht hatte, die „geistigen wie materiellen Interessen der Frauen zu fördern“. Der Verein eröffnete eine Hauswirtschafts- und Handelsschule für konfirmierte Mädchen, denen durch eine bessere Ausbildung neue Berufsfelder eröffnet werden sollten. Später erfolgte die Gründung einer an die Schule angeschlossenen Fortbildungsschule, die Lehrerinnen für den Hauswirtschafts-, Handarbeits- und Turnunterricht ausbildete. Die Nachfolgeschule ist die heutige Elisabeth-Knipping-Schule. Lange Zeit war Wäscher Vorsitzende des „Frauenverbands Hessen-Nassau und Waldeck“, dem rund drei Dutzend verschiedene Frauenvereine der Region angehörten. Auch war sie Leiterin der Ortsgruppe Kassel im „Deutschen Verein für Volkshygiene“, der im April 1899 in Berlin gegründet worden war und dessen Fokus auf Gesundheitsaufklärung lag. Sie war 1919 Mitglied des erweiterten Bundesvorstands im 1894 gegründeten „Bund Deutscher Frauenvereine“. Und sie war Ehrenvorsitzende vieler Frauenvereine und im Vorstand des „Verbandes der Casseler Frauenvereine“.

### Stadtverordnete
Wäscher war eine der ersten sechs Frauen, die im Jahre 1919, nachdem das aktive und passive Frauenwahlrecht am 12. November 1918 in Deutschland eingeführt worden war, in die Kasseler Stadtverordnetenversammlung gewählt wurden. Die Deutsche Demokratische Partei (DDP) stellte drei dieser weiblichen Stadtverordneten, Johanna Wäscher, Julie von Kästner und Elisabeth Ganslandt. Für die SPD zogen Minna Bernst und Amalie Wündisch ins Stadtparlament ein, für die Deutschnationale Volkspartei (DNVP) Elisabeth Consbruch. Eine Legislaturperiode lang gestaltete Wäscher die Kasseler Kommunalpolitik als Abgeordnete mit.

## Veröffentlichungen (Auswahl)
- Johanna Wäscher: Die Casseler Frauenvereine 1812–1904. Ein Beitrag zur Entwicklung der sozialen Frauenarbeit. (Herausgegeben vom Verband der Casseler Frauenvereine). Ernst Hühn, Kassel, 1904
- Johanna Wäscher: Warum müssen die Frauen Einfluß auf die Krankenkassen gewinnen? In: Die Frau: Monatsschrift für das gesamte Frauenleben unserer Zeit. Vierzehnter Jahrgang, Berlin, Heft 8, Oktober 1906, S. 462–468. (books.google.com)
- Johanna Wäscher: Der Beruf der Hausbeamtin. In: Die Frau: Monatsschrift für das gesamte Frauenleben unserer Zeit. Vierzehnter Jahrgang, Berlin, Heft 11, August 1907, S. 690–694. (books.google.com)
- Johanna Wäscher: Die staatliche Pensionsversicherung der Privatbeamten. In: Die Frau: Monatsschrift für das gesamte Frauenleben unserer Zeit. Vierzehnter Jahrgang, Berlin, Heft 12, September 1907, S. 713–722. (books.google.com)
- Johanna Wäscher: Warum sind die Verbündeten kaufm. Vereine dem Bund deutscher Frauenvereine beigetreten? In: Mitteilungen der kaufmännischen Vereine weiblicher Angestellter. 4. Jahr, Nummer 4, April 1908, S. 25–26. (archiv.ub.uni-marburg.de)
- Johanna Wäscher: Die obligatorischen kaufmännischen Fortbildungsschulen für weibliche Angestellte. In: Veröffentlichungen des Deutschen Verbandes für das kaufmännische Unterrichtswesen. Band 45, B. G. Teubner, Leipzig & Berlin, 1911.
- Johanna Wäscher: Die staatliche Pensionsversicherung der Privatbeamten und die weiblichen Angestellten. In: Soziale Rundschau. Band 12, Ausgabe 3, Arbeitsstatistisches Amt (Hrsg.), Alfred Hölder, Wien, 1911
- Johanna Wäscher, Eva von Roy: Denkschrift der verbündeten kaufmännischen Vereine für weibliche Angestellte, 1901–1911. Verbündete kaufmännische Vereine, Frankfurt am Main, 1912.
- Johanna Wäscher: Ist der Verkäuferinnenberuf geeignet für die gebildete Frau? In: Deutscher Kurier. Nr. 91, 18. April 1914.
- Johanna Wäscher: Die Notlage in der Berufswahl der Mädchen. In: Die Hilfe, Wochenschrift für Politik, Literatur und Kunst. Hrsg. von Friedrich Naumann, Nr. 24, 1916.
- Johanna Wäscher, Wilhelm Stapel: Die deutsche Frauenbewegung und die Erwerbsarbeit der Frau. Zwei Meinungen. In: Deutscher Wille des Kunstwarts, 30. Jahr, 2. Viertel, München, Januar–März 1917, S. 209–214. (babel.hathitrust.org)
- Johanna Wäscher: Wegbereiter der deutschen Frau: 18 Lebensbilder aus der Frühzeit der deutschen Frauenbewegung. AG für Druck und Verlag, Kassel, 1931

## Ehrung
Auf der Marbachshöhe in Kassel-Wilhelmshöhe ist eine Straße nach ihr benannt. Dort befinden sich ebenso die nach den 1919 in die Stadtverordnetenversammlung gewählten Frauen Minna Bernst, Elisabeth Consbruch, Julie von Kästner und Amalie Wündisch und nach der ebenfalls 1919 gewählten ersten Kasseler Stadträtin Johanna Vogt benannten Straßen.